# 主婦化
主婦化（英語：housewifization），是德國女性主義學者瑪麗亞·米斯（英語：Maria Mies）在其1986年出版的Patriarchy and Accumulation on a World Scale一書中所提出來的概念，她指出，在近代以前，世界上許多的前資本主義社會中，女性和男性一樣參與經濟生產，但在帝國主義殖民的過程中，將殖民母國的資本主義式經濟帶入殖民地，同時也將西方資本主義社會下的男女分工方式帶入被殖民國家，也就是男性在外工作，女性則在家成為家庭主婦，這使得女性逐漸脫離了經濟生產且與社會隔離，她便將這種過程稱作主婦化，這種情形且並不僅限於殖民的時代，而是在後殖民時期的全球化過程中仍繼續在發生。